# Rocco Vargas
Rocco Vargas (span. Roco Vargas) ist eine spanische Comicserie, die von Daniel Torres getextet und gezeichnet wird. Die Serie im Atomstil spielt in einer alternativen Realität, bei der das Sonnensystem besiedelt ist.

## Inhalt
Rocco Vargas ist ein erfolgreicher Weltraumpilot, Herzensbrecher und Beachclub-Besitzer. Oft gegen seinen Willen wird er gerufen, wenn es Probleme im gesamten Sonnensystem gibt. So muss er sich mit Kriminellen, Robotern oder Außerirdischen auseinandersetzen.

## Veröffentlichung
Die Serie erschien erstmals 1983 im Comicmagazin Cairo des Verlags Norma Editorial, danach folgten Albenausgaben beim Verlag sowie ein Sammelband. In Deutschland erschienen ab 1987 drei Alben beim Carlsen Verlag und 1997 ein Sammelband bei Edition 52 sowie die folgenden Alben ab Band 5.

## Albenausgaben
- 1. Triton. Taschen, 1984.
- 2. Das Geheimnis des Zischlers. Carlsen, 1987, ISBN 3-551-02641-6.
- 3. Saxxon. Carlsen, 1987, ISBN 3-551-02642-4.
- 4. Der verlorene Stern. Carlsen, 1998, ISBN 3-551-02643-2.
- 5. Der dunkle Wald. Edition 52, 2001, ISBN 3-935229-05-4.
- 6. Das Spiel der Götter. Edition 52, 2004, ISBN 3-935229-34-8.
- 7. Das Geheimnis der Monster. Edition 52, 2005, ISBN 3-935229-42-9.
- 8. Die Ballade von Dry Martini. Edition 52, 2006, ISBN 3-935229-48-8.
- 9. Jupiter. Edition 52, 2019, ISBN 978-3-935229-28-9.